# Hendrick Cornelisz Vroom
Pour les articles homonymes, voir Vroom (homonymie).
Hendrick Cornelisz Vroom (circa 1563, Haarlem - 4 février 1640, Haarlem) est un peintre néerlandais connu pour ses œuvres illustrant des marines et des batailles maritimes historiques. Il est considéré comme le fondateur du genre de peinture marine aux Pays-Bas pendant le siècle d'or néerlandais.

## Biographie
Hendrick Cornelisz Vroom est né vers 1563 à Haarlem, dans la province de la Hollande-Septentrionale, aux Pays-Bas. Il commence sa carrière de peintre en décorant des objets en faïence. C'est à ce titre qu'il voyage en Espagne et en Italie. À Florence en Toscane, il est protégé vers 1585-1587 par le mécénat du Cardinal Ferdinand de Médicis, futur Grand-duc de Toscane. C'est à Florence qu'il devient l'élève du peintre flamand Paul Bril. Il est vraisemblable que son mécène l'a incité à prendre le chevalet pour peindre des toiles. Il est de retour à Haarlem en 1590, année où il se marie. Il voyage ensuite à Dantzig (maintenant Gdansk). C'est lors d'un voyage au Portugal, qu'il survit du naufrage de son bateau et possiblement d'un assassinat pour motif religieux. Ce dernier est en effet pris pour un catholique car il transportait des toiles illustrant des scènes religieuses récupérées du naufrage. Cet épisode marquant lui inspire plusieurs toiles qu'il vend sur place au Portugal. De retour à Haarlem, il jouit d'une réputation internationale. Il reçoit deux commandes pour des dessins sur tapisserie, dont l'une, de Sir Howard d'Effingham, réunit une série de dix tapisseries illustrant la défaite de l'Armada espagnole en 1588 par les Anglais. Exécutées à Bruxelles en 1592-95, les tapisseries ont plus tard décoré la Chambre des lords, à Westminster. Ces tapisseries ont été détruites par un incendie en 1834. Heureusement, les dessins illustrant les tapisseries ont été imprimés sur des gravures avant leur destruction. Les œuvres de Hendrik Cornelisz Vroom dépeignent de grandes batailles, ou bien des scènes maritimes dont la composition et le souci du détail vont influencer toute une jeune génération de peintres néerlandais de marines. Les peintres de Haarlem Hans Goderis (en), Cornelis Verbeeck et Cornelis Claesz van Wieringen ont tous été directement influencés par lui. Il compte également parmi ses élèves Aert Anthoniszoon (en), Nicolaes de Kemp (en), Jan Porcellis, et son fils Cornelis Hendricksz Vroom.

## Œuvres

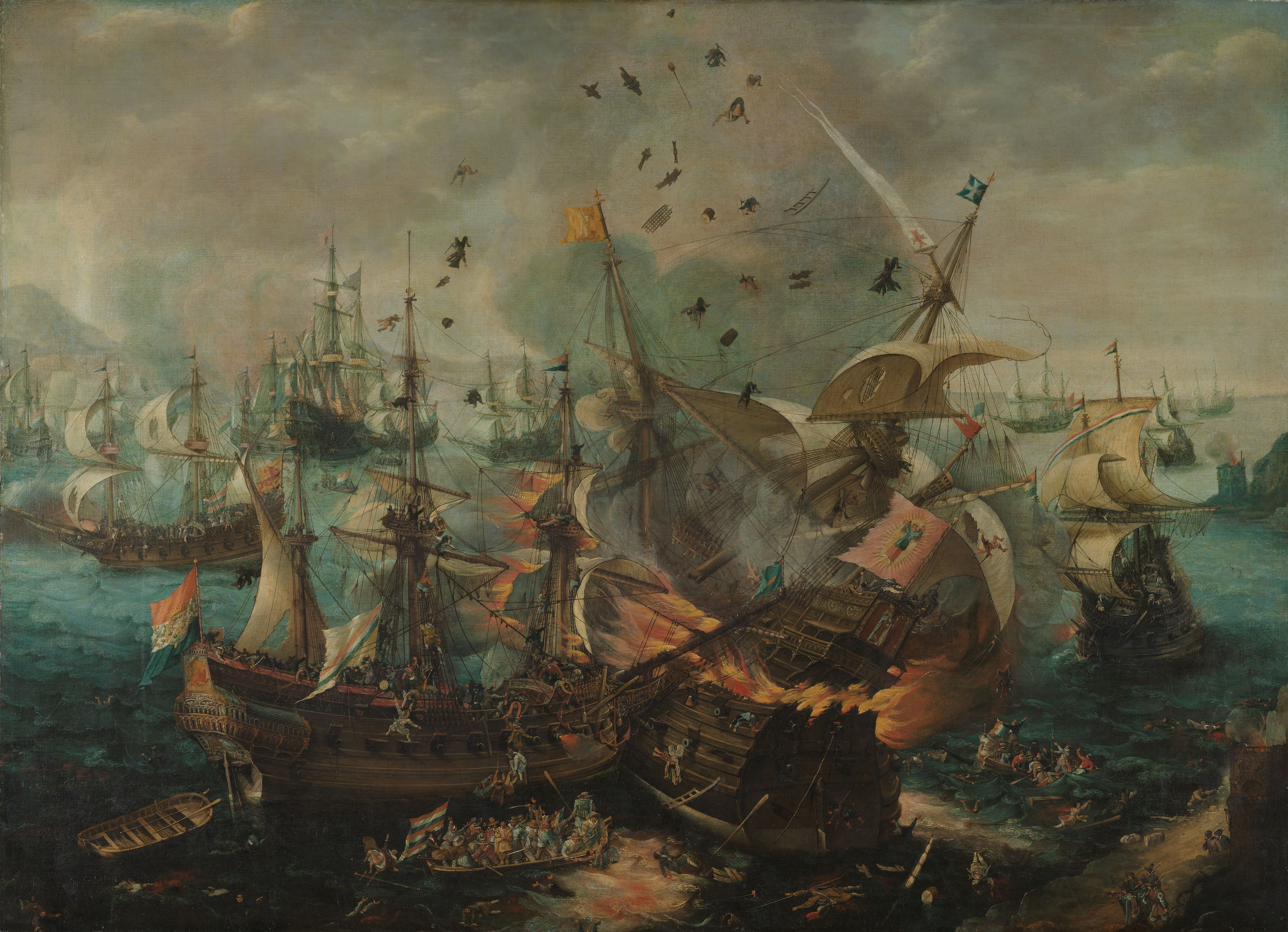
Bataille de Gibraltar, huile sur toile.
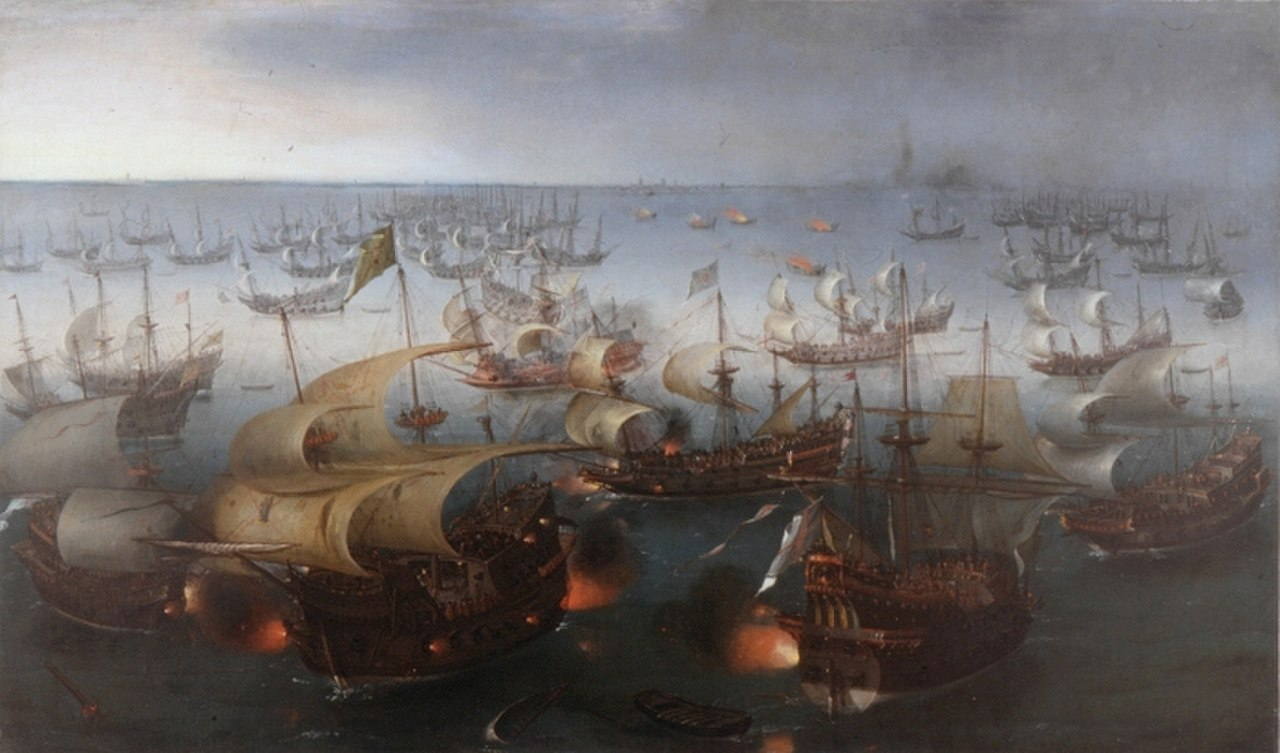
Bataille avec l'Armada espagnole, huile sur toile, 1601.
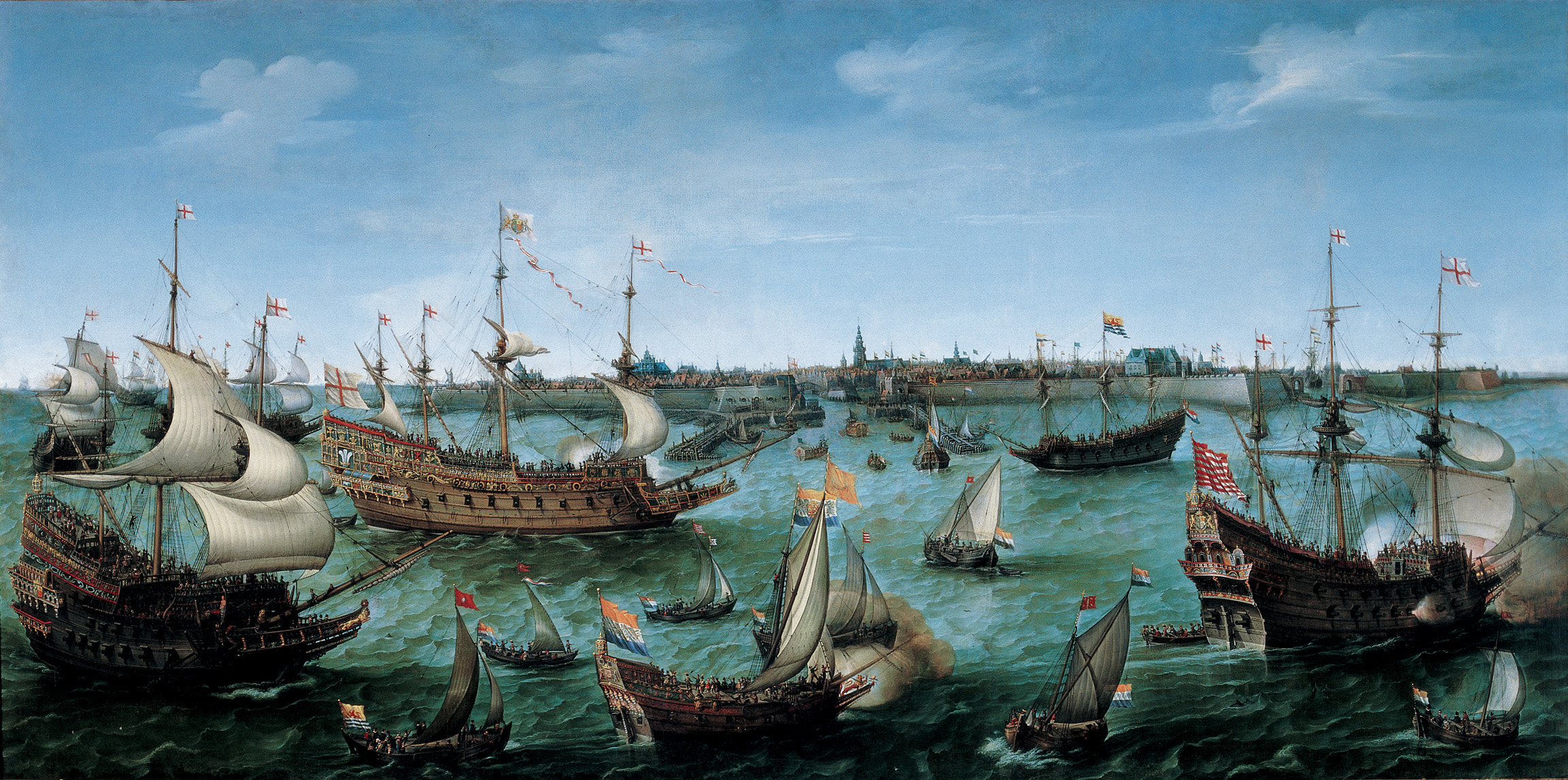
L'arrivée à Flessingue de Frédéric V du Palatinat, huile sur toile.
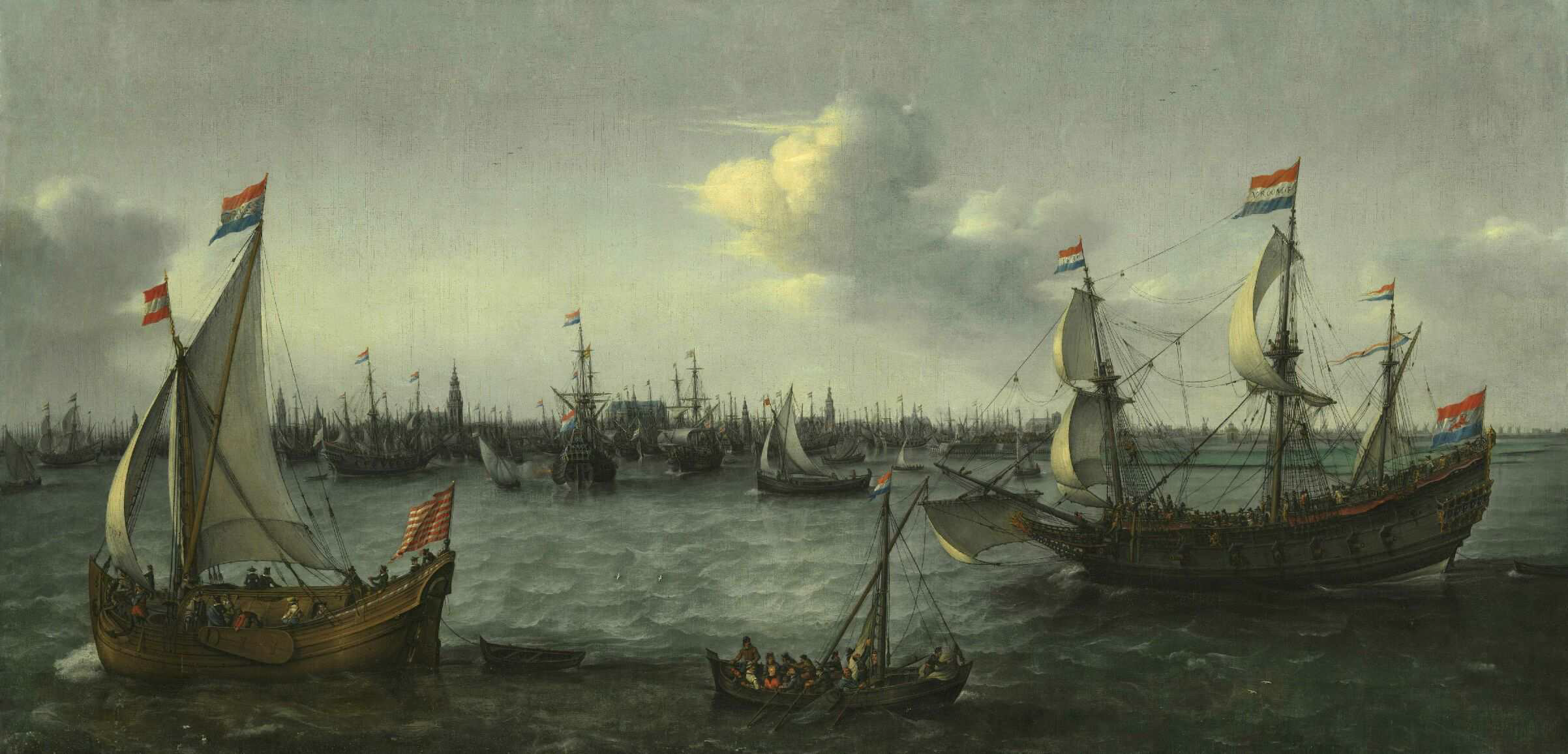
Le Port d'Amsterdam, huile sur toile, 1630
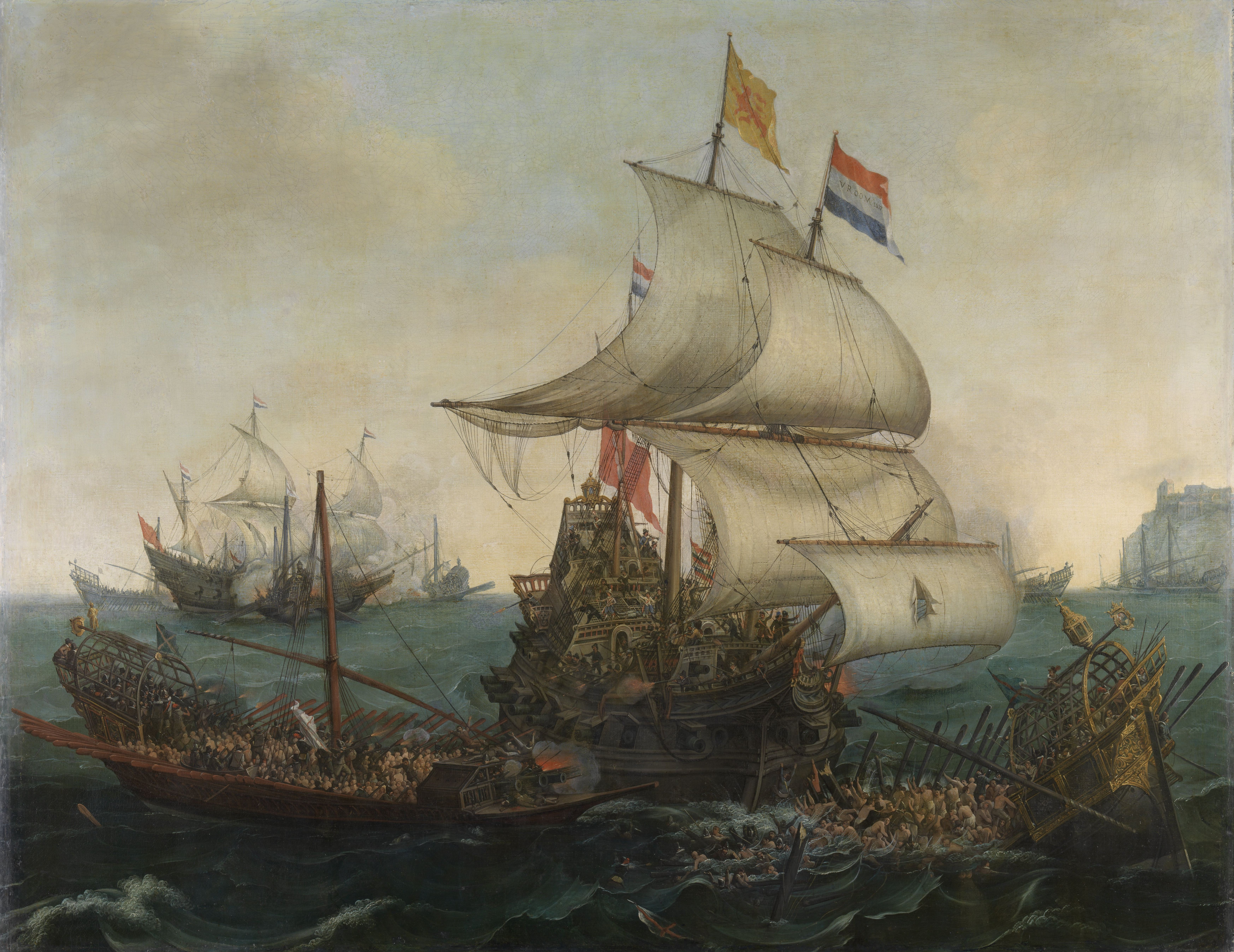
Navires hollandais éperonnant des galères espagnoles, le 3 octobre 1602 huile sur toile, 1617.
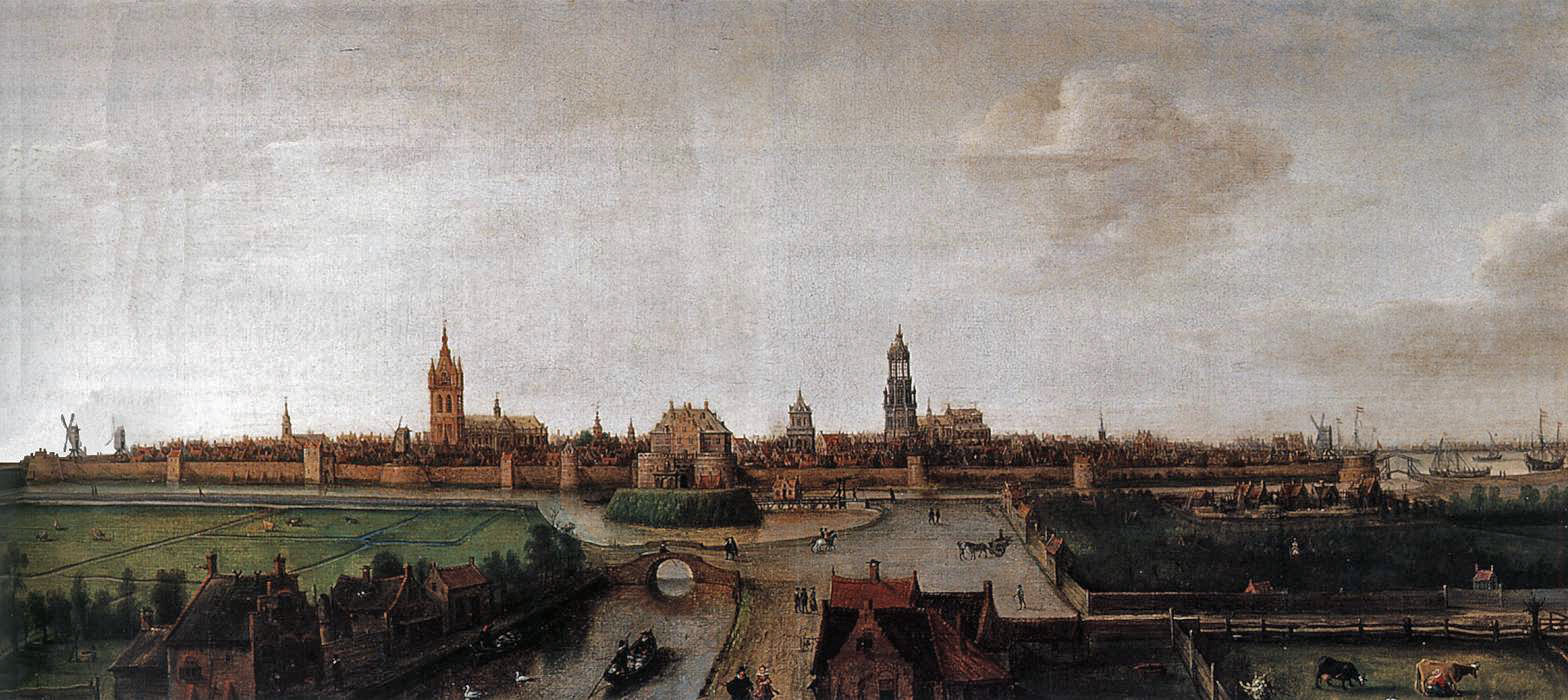
Delft vu de l'ouest, huile sur toile.
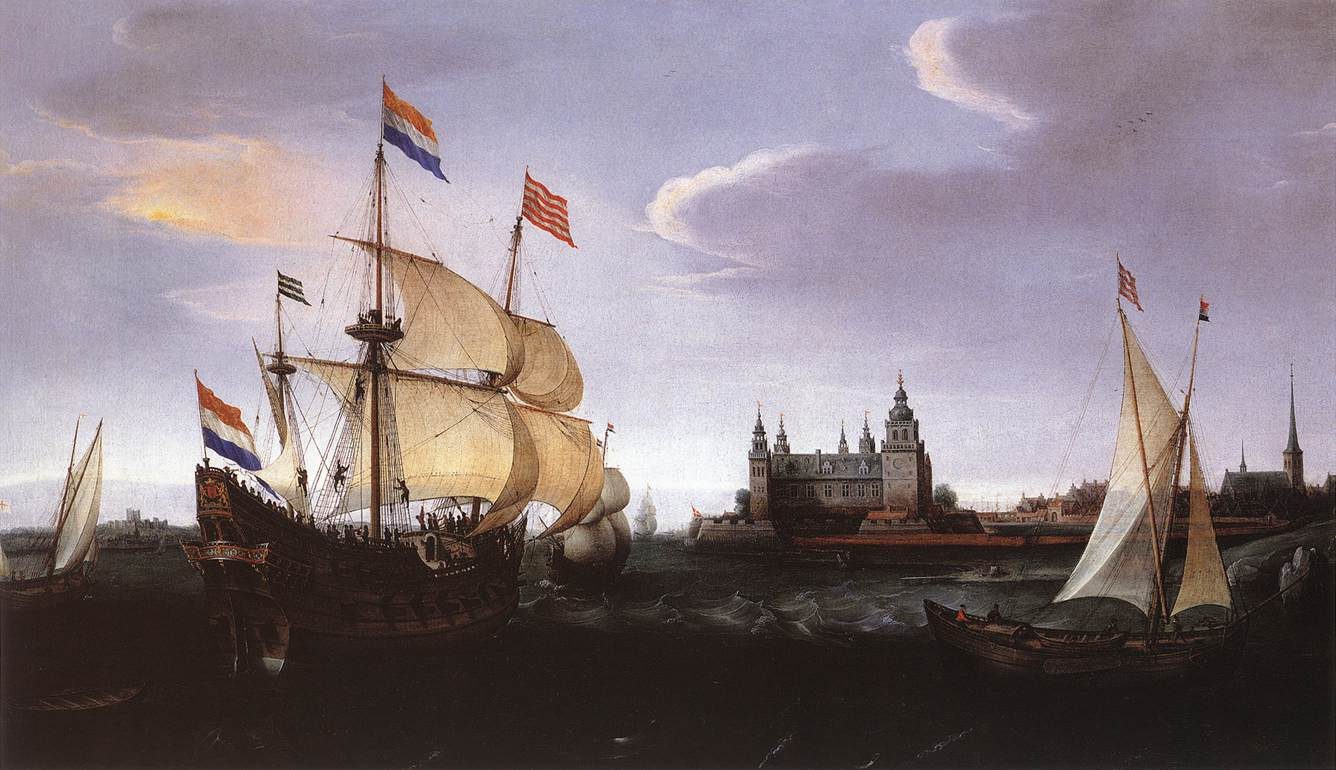
Arrivée d'un navire hollandais à Schloss Kronberg, huile sur toile.